# Sudeten-Blasenfarn
Der Sudeten-Blasenfarn (Cystopteris sudetica) ist ein auch in Mitteleuropa vorkommender Vertreter aus der Gattung der Blasenfarne (Cystopteris) innerhalb der Familie der Wimperfarngewächse (Woodsiaceae).

## Merkmale
Der Sudeten-Blasenfarn erreicht Wuchshöhen von 20 bis 40 Zentimeter. Er besitzt ein langes, kriechendes Rhizom, die Wedel stehen daher entfernt voneinander. Die Wedel sind doppelt bis vierfach gefiedert. Die Blattspreite ist kürzer als der Blattstiel und von breit-eiförmiger Gestalt. Die Rhachis ist kahl. Blattstiel und Blattspindel sind von Spreuschuppen bedeckt, die am Rand drüsenlos sind. Die Blattabschnitte dritter Ordnung sind fiederspaltig bis nur gezähnt. Die Zähne aller Blattabschnitte sind ausgerandet; die Adern enden in den Buchten. Das unterste Fiederchen der unteren Fiedern ist kürzer als die folgenden. Der Schleier ist dicht drüsig. Die Sporen reifen im Juli und August.
Die Chromosomenzahl ist 2n = 168.

## Verbreitung
Der Sudeten-Blasenfarn gedeiht in Europa, im westlichen und östlichen Russland, in Japan und in China in den Provinzen Hebei, Heilongjiang, Jilin, Liaoning, Nei Mongol, Shanxi, Xizang und Yunnan. Er steigt in den Alpen bis etwa 1000 Meter Meereshöhe auf.
Der Sudeten-Blasenfarn wächst in feuchten, leicht beschatteten moosig-humosen Bergwäldern der hochmontanen Stufe, auf Kalkfelsen und auf Kalksteinschutt. Er kommt dort in reinen Herden oder zusammen mit dem Berg-Blasenfarn (Cystopteris montana) oder dem Zerbrechlichen Blasenfarn (Cystopteris fragilis) vor. In Deutschland kommt er nur in Bayern bei Berchtesgaden vor, in Österreich und in der Schweiz fehlt er. In Deutschland gilt er als extrem selten und in Bayern als vom Aussterben bedroht. Er ist in Deutschland gesetzlich geschützt. Weitere Vorkommen in Mitteleuropa gibt es in Tschechien und im Gebiet des früheren Schlesien.

## Taxonomie
Der Sudeten-Blasenfarn wurde 1855 von Alexander Braun und Carl August Julius Milde in Jahresbericht der Schlesischen Gesellschaft für Vaterländische Kultur, Band 33. S. 92 als Cystopteris sudetica erstbeschrieben.

## Belege
- Siegmund Seybold (Hrsg.): Schmeil-Fitschen interaktiv (CD-Rom), Quelle & Meyer, Wiebelsheim 2001/2002, ISBN 3-494-01327-6